# Rio Yampa
O rio Yampa é um rio de 400 km de extensão que flui pelo noroeste do Colorado, nos Estados Unidos. Com sua nascente nas Montanhas Rochosas, é um afluente do rio Green e uma grande parte do sistema do rio Colorado. É um dos poucos rios de fluxo livre no oeste dos Estados Unidos, com apenas algumas pequenas represas e diversões.
O nome é derivado da palavra dos Snake Indians para a planta Perideridia, que tem uma raiz comestível. John C. Frémont foi um dos primeiros a registrar o nome 'Yampah' nas entradas de seu diário de 1843, pois ele achava que a planta era particularmente abundante na bacia hidrográfica.